# Bernay-Vilbert
Pour les articles homonymes, voir Bernay.
Bernay-Vilbert est une commune française située dans le département de Seine-et-Marne en région Île-de-France.
La commune de Bernay-Vilbert est née de l'association des anciennes communes de Bernay-en-Brie et de Vilbert le 31 décembre 1971.

## Géographie

### Localisation

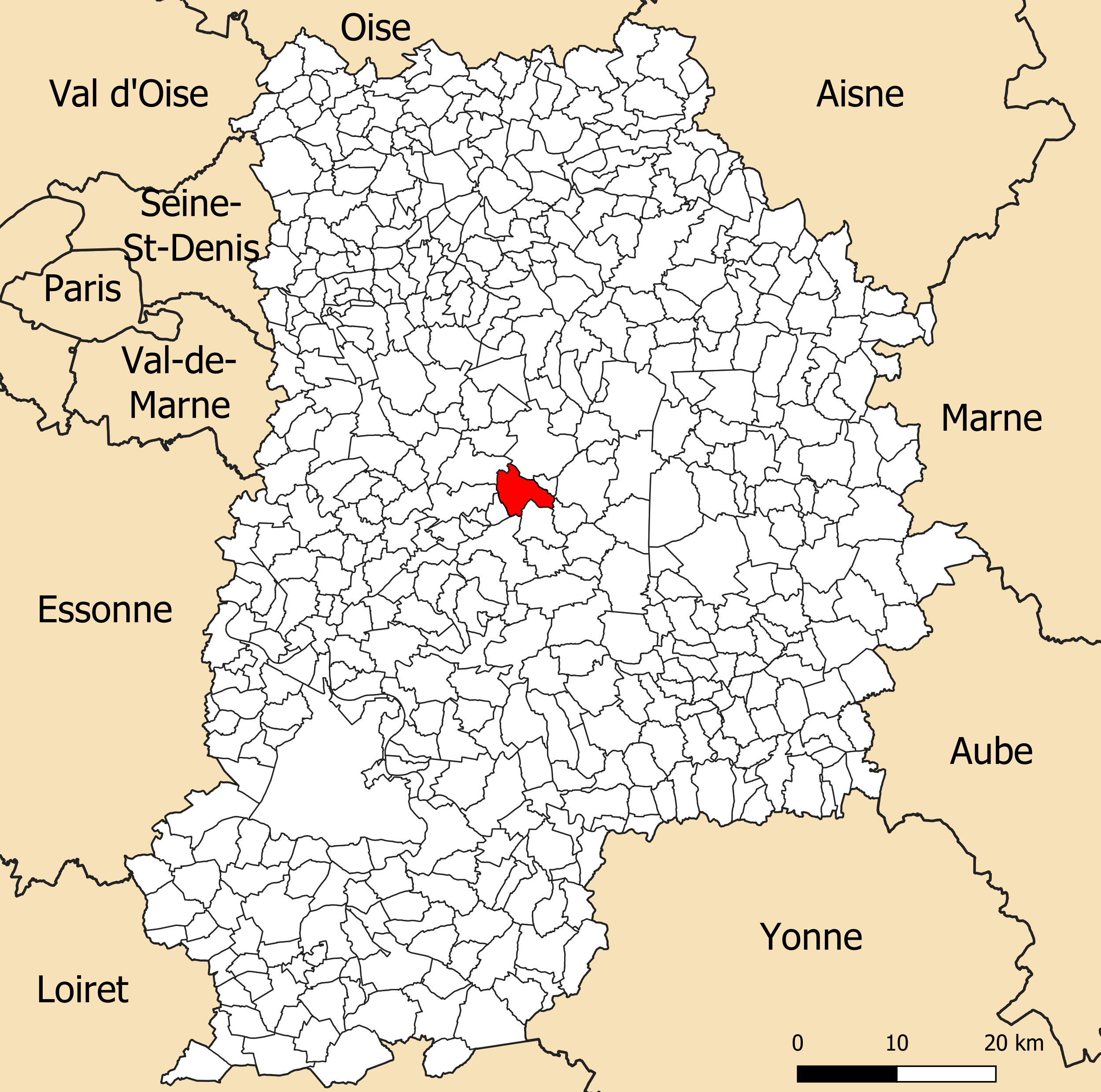
Localisation de la commune de Bernay-Vilbert dans le département de Seine-et-Marne.

Bernay-Vilbert se situe en plein cœur de la Brie, à une cinquantaine de kilomètres à l'est de Paris.
La commune se trouve dans l'aire d'attraction de Paris, dans l'unité urbaine et dans le bassin de vie de Rozay-en-Brie et dans la zone d'emploi de Marne-la-Vallée

### Communes limitrophes
Les communes limitrophes sont  Aubepierre-Ozouer-le-Repos, Chaumes-en-Brie, Courpalay, Courtomer, Fontenay-Trésigny, La Chapelle-Iger, Lumigny-Nesles-Ormeaux, Rozay-en-Brie et Voinsles.
L'ancienne limite entre Bernay et Vilbert partait de la limite avec Nesles-la-Gilberde à l'est de Vilbert, directement vers le sud pour atteindre l'Yerres au niveau de la pente de Bernay en amont de l'écart de Cointreau, puis suivait le cours de la rivière vers le sud jusqu'au niveau du lieu-dit appelé la Fin du Monde pour bifurquer vers l'est jusqu'à la limite avec Courtomer dans le bois de Vilbert.

### Géologie et relief
La superficie de la commune est de 1 690 hectares ; l'altitude varie entre 77 et 114 mètres. Le point bas est dans la vallée de l'Yerres en aval du hameau de Pompierre ; le point haut se situe au nord du bois de Bernay, au tri-point avec les communes de Fontenay-Trésigny et Lumigny-Nesles-Ormeaux.
La plateforme structurale supérieure de la Brie est constituée par une couche de pierre de meulières datant du Sannoisien. L’exploitation de ces pierres de meulières a fourni un matériau de construction très utilisé dans la commune. La couche de meulières est surmontée par un manteau plus ou moins régulier de limons des plateaux qui sont constitués par des dépôts argilo-sableux fins et compacts d’une fertilité importante.
Le territoire communal est modelé par la présence de la vallée de l'Yerres qui serpente du nord-est vers le sud-ouest avec plusieurs coudes marqués. Il est partiellement ouvert, en partie dédié aux grandes cultures (blé, maïs…), mais avec la présence de nombreux espaces forestiers dont les plus vastes - bois de Vilbert et bois de Bernay - couvrent la bordure occidentale.

### Hydrographie

#### Réseau hydrographique

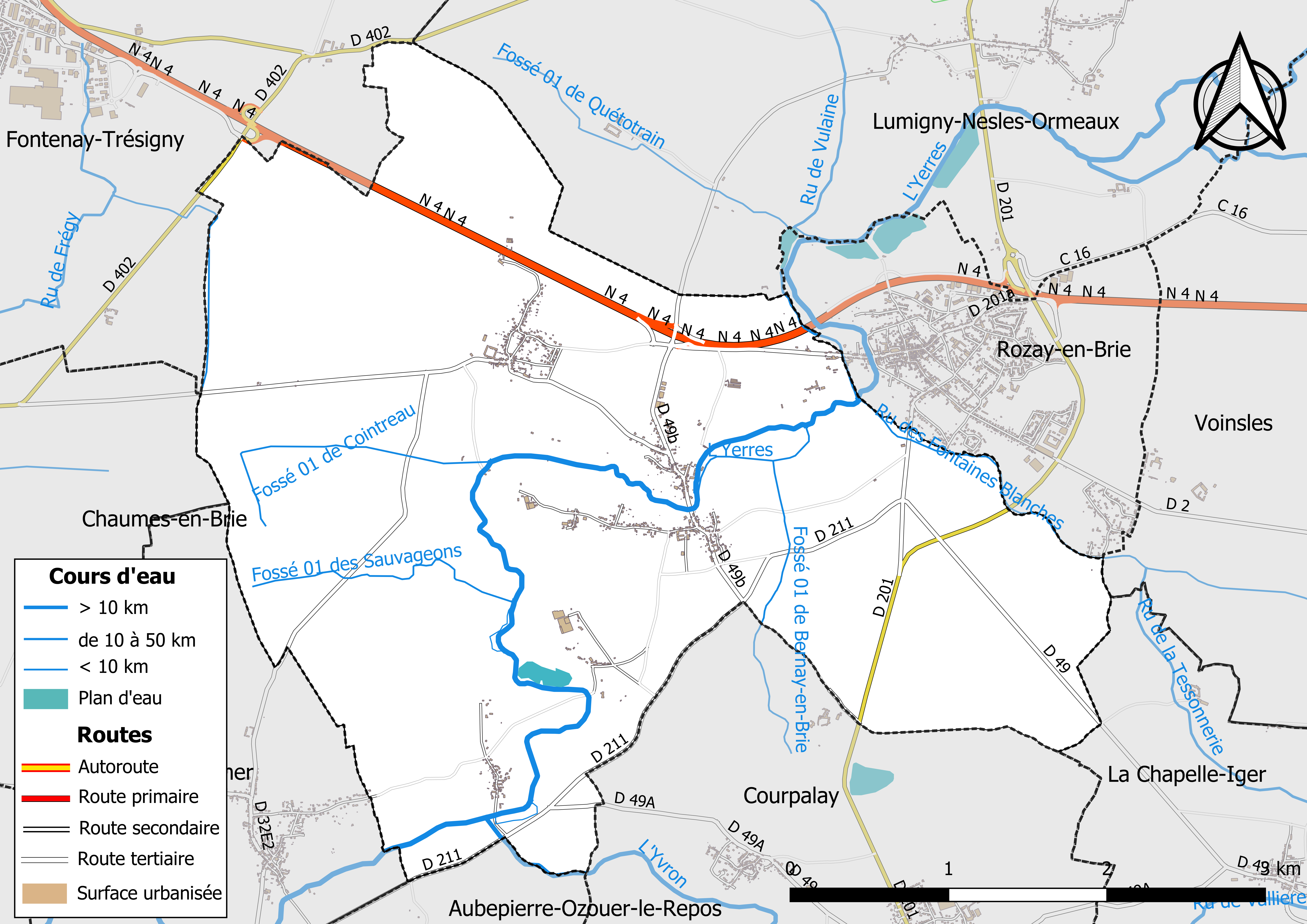
Carte des réseaux hydrographique et routier de Bernay-Vilbert.

Le territoire est intégralement situé sur le bassin versant de l'Yerres et ses affluents.
Le réseau hydrographique de la commune se compose de onze cours d'eau référencés :
- La rivière l'Yerres, longue de 98,23 km[2], affluent en rive droite de la Seine, ainsi que :
  - un bras de 0,43 km[3] ;
  - un bras de 0,46 km[4] ;
  - un bras de 1,02 km[5] ;
  - le fossé 01 des Sauvageons, 1,88 km[6], et ;
  - le fossé 01 de Bernay-en-Brie, 2,08 km[7], et ;
  - le ru des Fontaines Blanches, 4,94 km[8], et ;
  - le ru de Vulaine, 5,54 km[9], et ;
  - Le ruisseau l'Yvron, long de 30,07 km[10], affluents de l’Yerres ;
  - le fossé 01 de Cointreau, canal de 2,10 km[11], qui conflue avec l’ Yerres ;
- le fossé 01 du Poplin Sergent, canal de 1,89 km[12], qui conflue avec le  ru  de Frégy.

La longueur totale des cours d'eau sur la commune est de 16,70 km.
L'Yerres et son affluent le ru des Fontaines Blanches séparent Bernay-Vilbert de Rozay-en-Brie au nord-est.

#### Gestion des cours d'eau
Afin d’atteindre le bon état des eaux imposé par la Directive-cadre sur l'eau du 23 octobre 2000, plusieurs outils de gestion intégrée s’articulent à différentes échelles : le SDAGE, à l’échelle du bassin hydrographique, et le SAGE, à l’échelle locale. Ce dernier fixe les objectifs généraux d’utilisation, de mise en valeur et de protection quantitative et qualitative des ressources en eau superficielle et souterraine. Le département de Seine-et-Marne est couvert par six SAGE, au sein du bassin Seine-Normandie.
La commune fait partie du SAGE « Yerres », approuvé le 13 octobre 2011. Le territoire de ce SAGE correspond au bassin versant de l’Yerres, d'une superficie de 1 017 km2, parcouru par un réseau hydrographique de 450 kilomètres de long environ, répartis entre le cours de l’Yerres et ses affluents principaux que sont : le ru de l'Étang de Beuvron, la Visandre, l’Yvron, le Bréon, l’Avon, la Marsange, la Barbançonne, le Réveillon. Le pilotage et l’animation du SAGE sont assurés par le syndicat mixte pour l’Assainissement et la Gestion des eaux du bassin versant de l’Yerres (SYAGE), qualifié de « structure porteuse ».

### Climat
Pour des articles plus généraux, voir Climat de l'Île-de-France et Climat de Seine-et-Marne.
En 2010, le climat de la commune est de type climat océanique dégradé des plaines du Centre et du Nord, selon une étude du CNRS s'appuyant sur une série de données couvrant la période 1971-2000. En 2020, Météo-France publie une typologie des climats de la France métropolitaine dans laquelle la commune est exposée à un climat océanique altéré et est dans la région climatique Nord-est du bassin Parisien, caractérisée par un ensoleillement médiocre, une pluviométrie moyenne régulièrement répartie au cours de l’année et un hiver froid (3 °C).
Pour la période 1971-2000, la température annuelle moyenne est de 11,1 °C, avec une amplitude thermique annuelle de 15,4 °C. Le cumul annuel moyen de précipitations est de 720 mm, avec 11,3 jours de précipitations en janvier et 7,7 jours en juillet. Pour la période 1991-2020, la température moyenne annuelle observée sur la station météorologique la plus proche, située sur la commune de Grandpuits-Bailly-Carrois à 10 km à vol d'oiseau, est de 11,3 °C et le cumul annuel moyen de précipitations est de 704,0 mm,. Pour l'avenir, les paramètres climatiques de la commune estimés pour 2050 selon différents scénarios d'émission de gaz à effet de serre sont consultables sur un site dédié publié par Météo-France en novembre 2022.

### Milieux naturels et biodiversité

#### Réseau Natura 2000

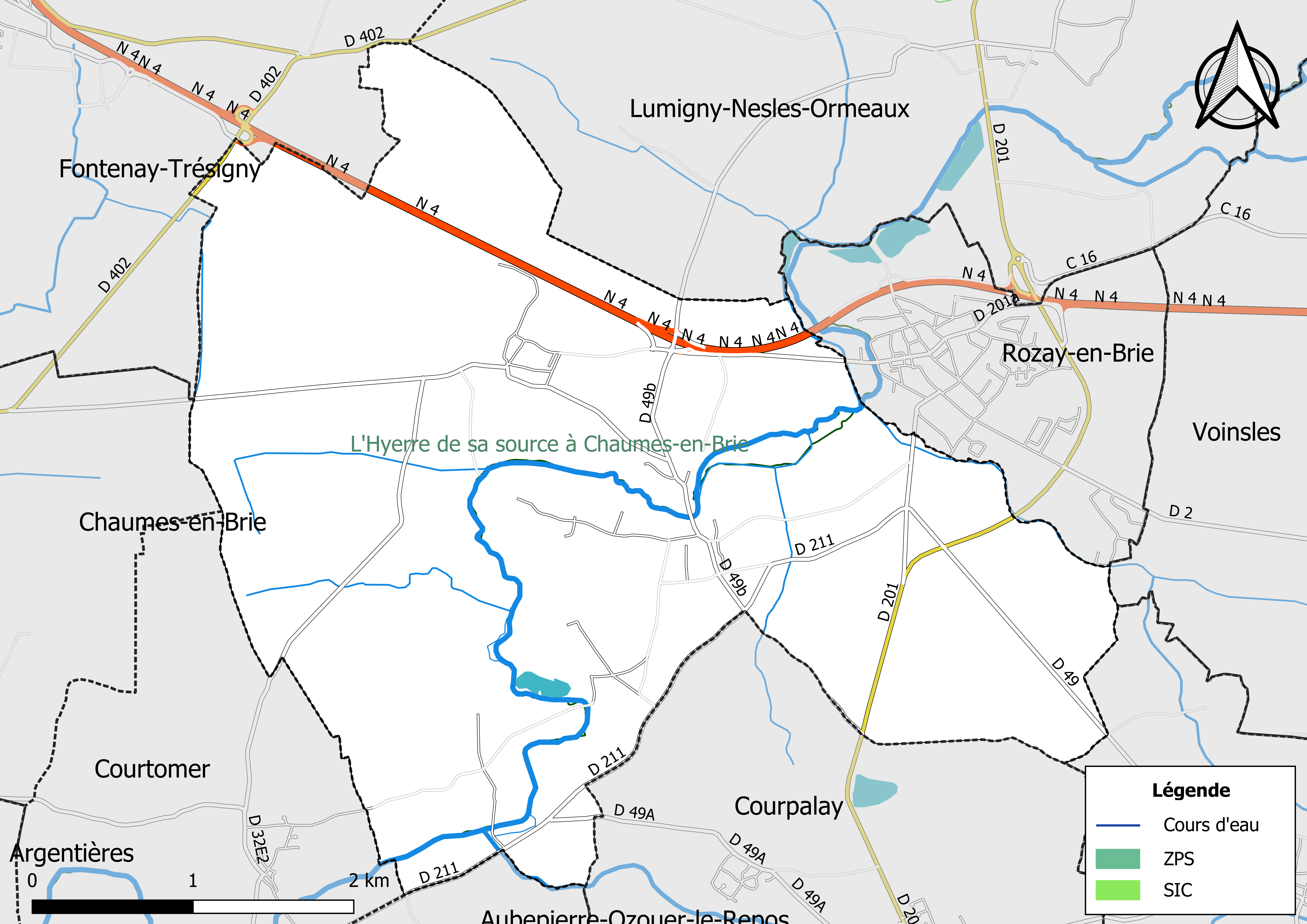
Sites Natura 2000 sur le territoire communal.

Le réseau Natura 2000 est un réseau écologique européen de sites naturels d’intérêt écologique élaboré à partir des Directives « Habitats » et « Oiseaux ». Ce réseau est constitué de Zones spéciales de conservation (ZSC) et de Zones de protection spéciale (ZPS). Dans les zones de ce réseau, les États Membres s'engagent à maintenir dans un état de conservation favorable les types d'habitats et d'espèces concernés, par le biais de mesures réglementaires, administratives ou contractuelles.
Un site Natura 2000 a été défini sur la commune au titre de la « directive Habitats » : 
« L'Yerres de sa source à Chaumes-en-Brie », d'une superficie de 18 ha, un tronçon de 40 km de l'Yerres qui héberge une faune piscicole et une végétation aquatique devenues rares en Ile-de-France,.

## Urbanisme

### Typologie
Au 1er janvier 2024, Bernay-Vilbert est catégorisée commune rurale à habitat dispersé, selon la nouvelle grille communale de densité à sept niveaux définie par l'Insee en 2022.
Elle appartient à l'unité urbaine de Rozay-en-Brie, une agglomération intra-départementale regroupant deux  communes, dont elle est une commune de la banlieue,,.
Par ailleurs, la commune fait partie de l'aire d'attraction de Paris, dont elle est une commune de la couronne,. Cette aire regroupe 1 929 communes,.

### Lieux-dits et écarts
La commune compte 81 lieux-dits administratifs répertoriés consultables ici (source : le fichier Fantoir) dont Cointreau, la Petite Fortelle, les Noues, Pompierre, la Sablière, Segrès, Vaux, Villenevotte.

### Occupation des sols

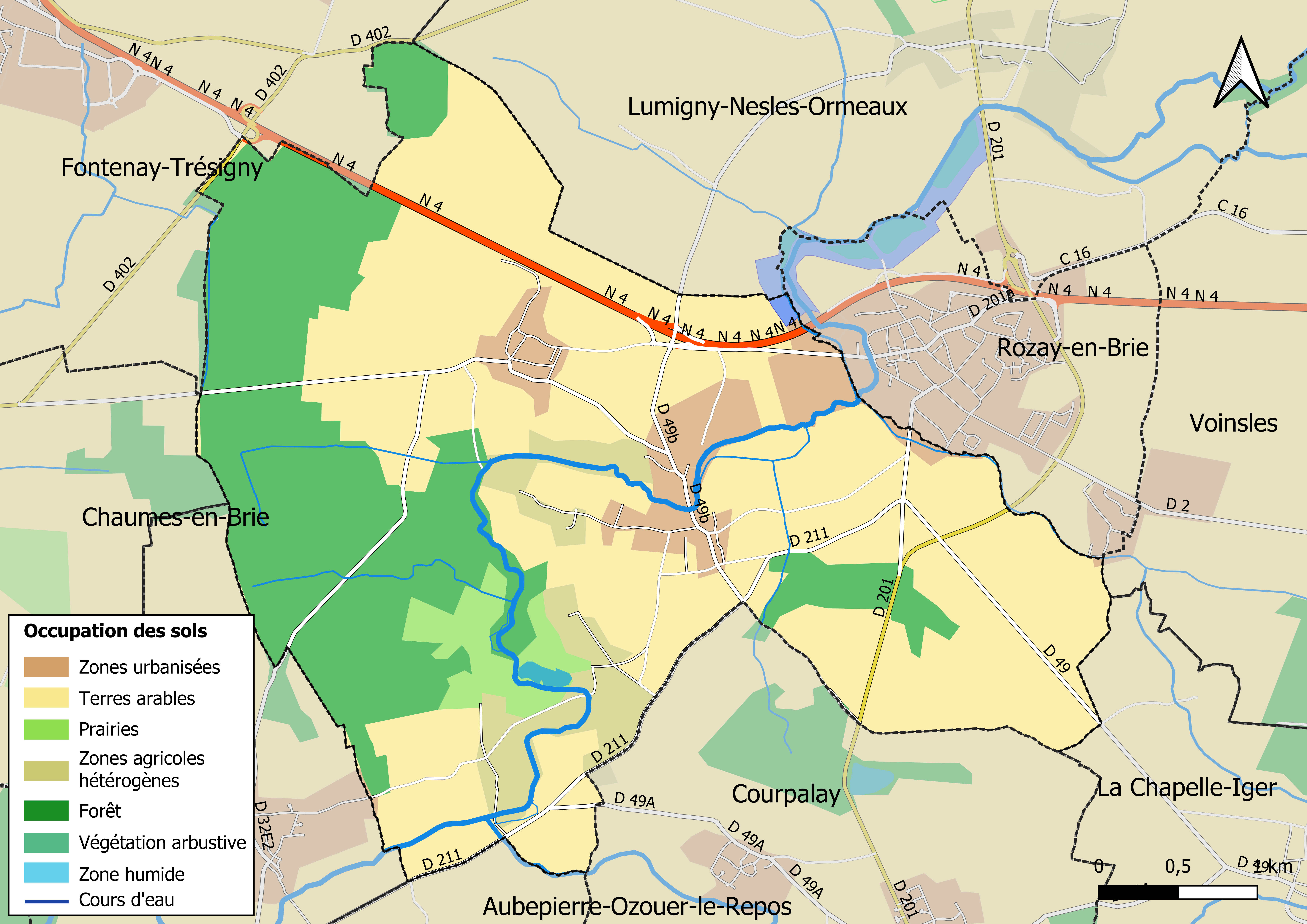
Carte des infrastructures et de l'occupation des sols de la commune en 2018 (CLC).

L'occupation des sols de la commune, telle qu'elle ressort de la base de données européenne d’occupation biophysique des sols Corine Land Cover (CLC), est marquée par l'importance des territoires agricoles (63,9 % en 2018), une proportion sensiblement équivalente à celle de 1990 (64,5 %).
La répartition détaillée en 2018 est la suivante : terres arables (54,9% ), forêts (28,5% ), zones agricoles hétérogènes (5,8% ), zones urbanisées (3,9% ), espaces verts artificialisés, non agricoles (3,6% ), prairies (3,1% ), eaux continentales (0,1 %).
Parallèlement, L'Institut Paris Région, agence d'urbanisme de la région Île-de-France, a mis en place un inventaire numérique de l'occupation du sol de l'Île-de-France, dénommé le MOS (Mode d'occupation du sol), actualisé régulièrement depuis sa première édition en 1982. Réalisé à partir de photos aériennes, le Mos distingue les espaces naturels, agricoles et forestiers mais aussi les espaces urbains (habitat, infrastructures, équipements, activités économiques, etc.) selon une classification pouvant aller jusqu'à 81 postes, différente de celle de Corine Land Cover,,. L'Institut met également à disposition des outils permettant de visualiser par photo aérienne l'évolution de l'occupation des sols de la commune entre 1949 et 2018.

### Habitat et logement
En 2021, le nombre total de logements dans la commune était de 409, alors qu'il était de 368 en 2016 et de 361 en 2011.
Parmi ces logements, 88,2 % étaient des résidences principales, 6,2 % des résidences secondaires et 5,7 % des logements vacants. Ces logements étaient pour 93,9 % d'entre eux des maisons individuelles et pour 4,6 % des appartements.
Le tableau ci-dessous présente la typologie des logements à Bernay-Vilbert en 2021 en comparaison avec celle de Seine-et-Marne et de la France entière. Une caractéristique marquante du parc de logements est ainsi une proportion de résidences secondaires et logements occasionnels (6,2 %) supérieure à celle du département (3,1 %) mais inférieure à celle de la France entière (9,7 %).
| Typologie                                               | Bernay-Vilbert | Seine-et-Marne | France entière |
| ------------------------------------------------------- | -------------- | -------------- | -------------- |
| Résidences principales (en %)                           | 88,2           | 90,2           | 82,2           |
| Résidences secondaires et logements occasionnels (en %) | 6,2            | 3,1            | 9,7            |
| Logements vacants (en %)                                | 5,7            | 6,7            | 8,1            |

### Planification
La commune, en 2019, avait engagé l'élaboration d'un plan local d'urbanisme.

### Voies de communication et transports

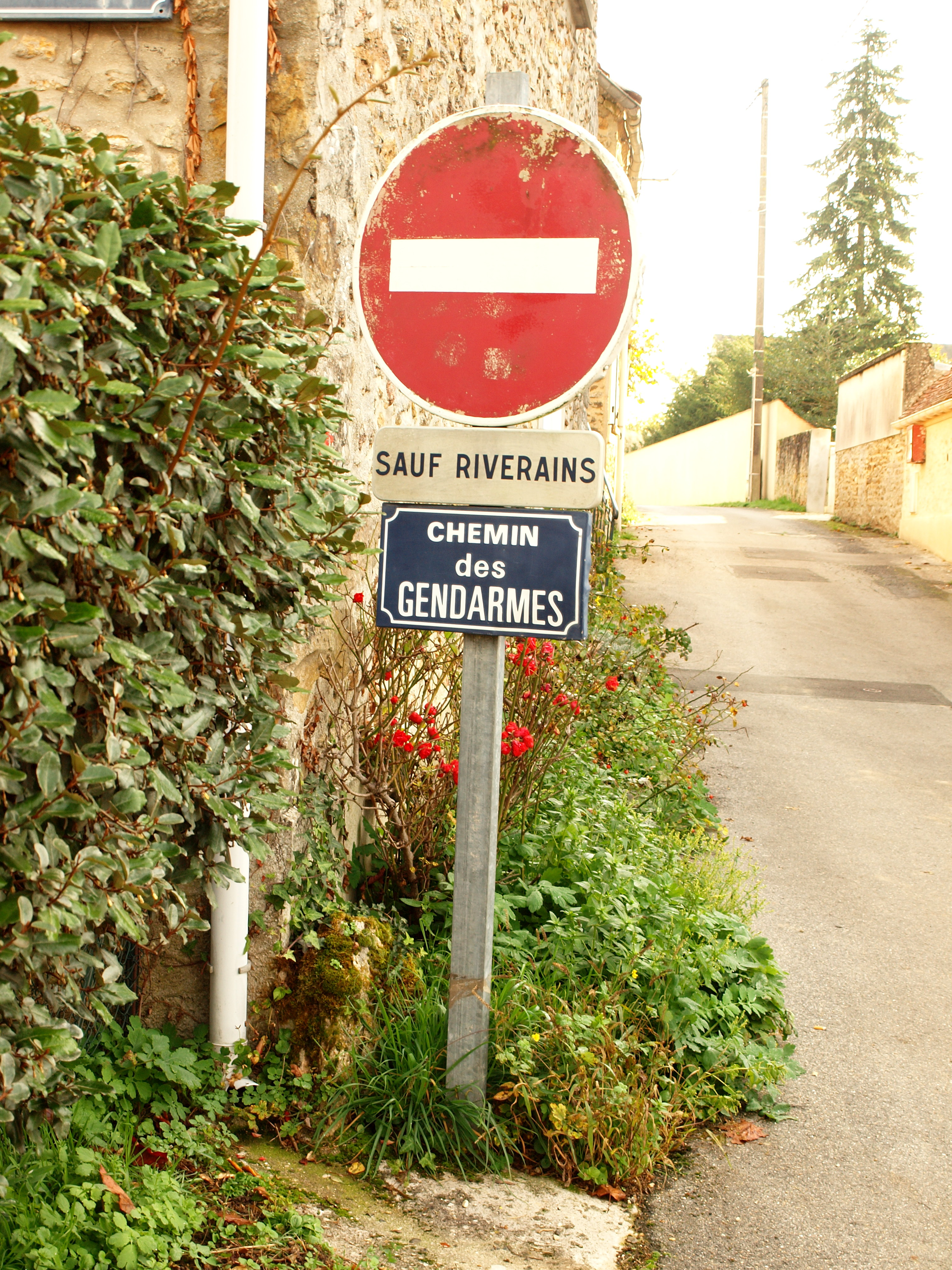
Le chemin des gendarmes

La commune est desservie par la route nationale 4, accessible par la sortie Rozay-en-Brie. La RN 4 fut déviée de Rozay-en-Brie en 1955 ; elle fut doublée en 1988 pour la section de Bernay-Vilbert à Rozay-en-Brie et en 1997 pour la section de Fontenay-Trésigny à Bernay-Vilbert.
La route départementale 49b traverse le village de Bernay tandis que la route départementale 48/48b traverse le village de Vilbert. La route départementale 211, ancien Chemin Paré de Melun à Rozay, borde le territoire communal au sud.

#### Transports
La commune est desservie par les lignes d’autocars :
- 10 : Courpalay - Courpalay Église - La Houssaye-en-Brie - Gare de Marles ;
- 21 : Rozay-en-Brie - Lycée Tour des Dames - Tournan-en-Brie - Gare de Tournan en Brie (côté Gretz) ;
- 24 : Rozay-en-Brie - Lycée Quai 11 - Melun - Gare SNCF - Rue de l'Industrie ;
- 28B : Nangis - Collège Barthélémy - Coulommiers - Cité Scolaire :
- 34B : Ozouer-le-Voulgis - Les Etards - Rozay-en-Brie - Collège.

La gare SNCF la plus proche est  la Gare de Tournan, située à 15,5 kilomètres, (13 minutes).

### Risques naturels et technologiques
La commune est classée en zone de sismicité 1, correspondant à une sismicité très faible.

## Toponymie

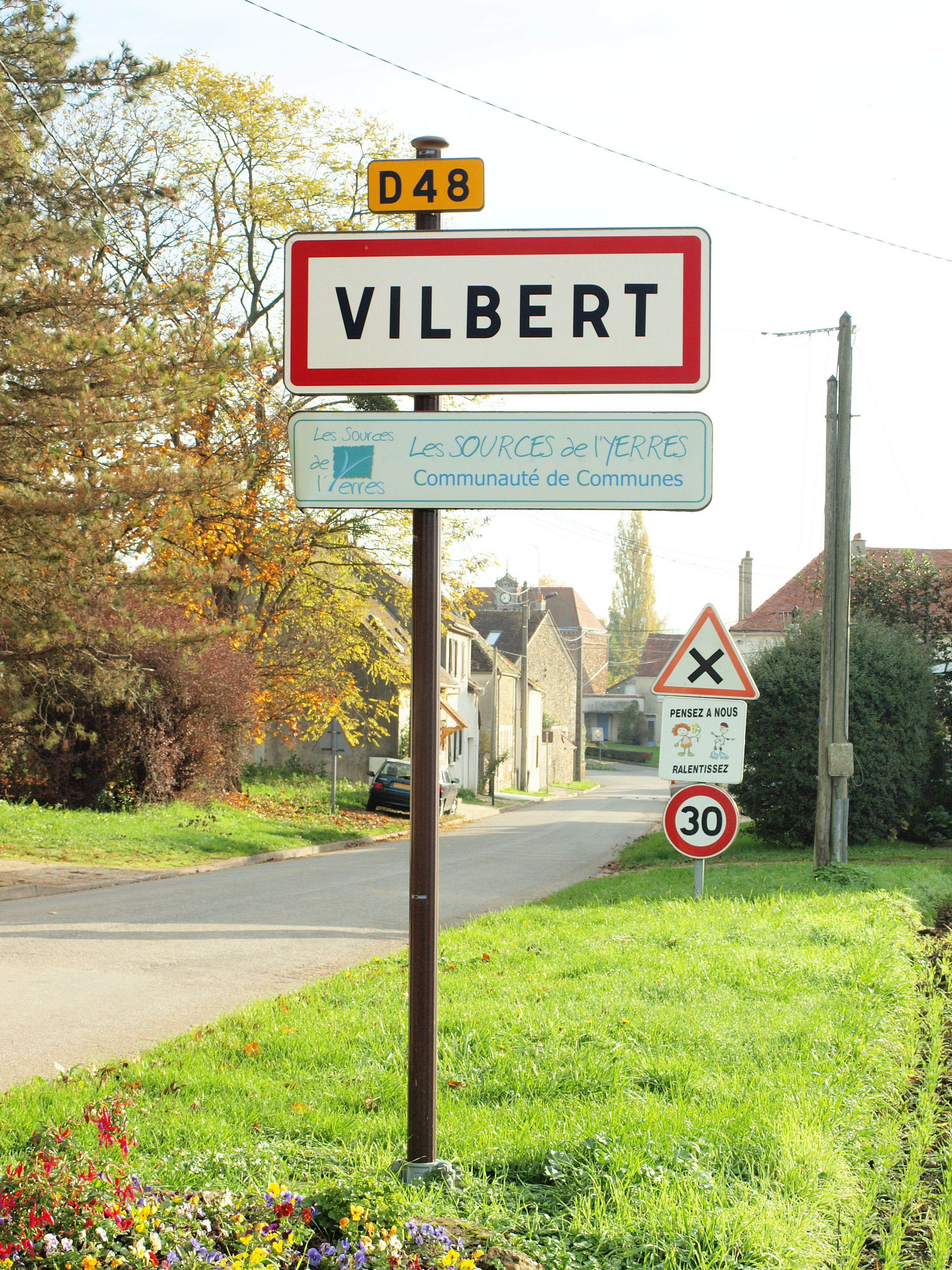

Le 1er janvier 1972, Bernay-en-Brie a fusionné avec la commune de Vilbert pour former la nouvelle commune de Bernay-Vilbert.
Bernay est mentionnée sous les formes de Berniaco en 1088 ; Barnay en Brye en 1569; Bernay-en-Brie en 1913.
 Il s'agit du type toponymique gaulois fréquent *Brinnacon ou *Brennacon, voir Bernay. Le « territoire de Brennus » nom d'un chef gaulois (ce  nom  représente  la forme latinisée de Brennos, nom de  plusieurs chefs  gaulois), ou mieux le « territoire du chef » puisque telle est la signification en langue gauloise du mot brennos.
Vilbert est mentionnée sous les formes Vile Baart (forteresse) en 1270 ; Villabeardi vers 1350 ; La forteresse de Villebert en 1381 ; Villebart en 1384 ; Villebert en 1400.
Il s'agit d'une formation toponymique médiévale en Ville- au sens ancien de « domaine rural », suivi d'un anthroponyme selon le cas général. Il s'agit du nom de personne d'origine germanique Beraht > Bert, élément entrant dans la composition de nombreux anthroponymes germaniques tels que Gilbert, Albert, Robert, etc.

### Micro-toponymie
- Hameau de Pompierre, ancien composé roman pont-pierre, c'est-à-dire « pont de pierre ».
- Hameau de Segrès.
- Hameau de Vaux, ancien pluriel de val.
- Hameau de Villeneuvotte, du composé Villeneuve au sens ancien de « domaine rural neuf » ou « village neuf » + suffixe diminutif -otte féminin de -ot.

## Histoire

### Préhistoire
On a retrouvé sur le territoire des traces d’occupation préhistorique (silex, bifaces, pointes de flèche).

### Antiquité
Il subsiste des vestiges d'une importante agglomération gallo-romaine au sud du territoire de Bernay. Cette agglomération (vicus) a très vraisemblablement été fondée peu après la conquête des Gaules par Jules César.
Auparavant, la région était une zone instable située à la frontière des territoires de deux tribus gauloises en lutte perpétuelle : les Meldes au nord (qui donnèrent leur nom à la ville de Meaux) et les Sénons au sud (qui donnèrent leur nom à la ville de Sens).
Le Chemin Paré était une voie gallo-romaine reliant Melodunum (Melun) à Lantinum (Meaux) par l'actuelle Rozay-en-Brie, qui a subsisté jusqu'à nos jours.

### Moyen Âge
Bernay et Vilbert, au haut Moyen Âge, étaient situés sur la frontière occidentale du comté de Champagne, à la limite des terres du comte de Champagne et de Brie, roi de Navarre, et de celles du roi de France ; d’où l’édification au XIIe siècle de châteaux fortifiés pour assurer la défense de cette frontière : celui de Vilbert fut détruit au XVIe siècle et celui de Bernay dans le courant du XIXe siècle.
Au XIIIe siècle, Jean de Bernay, seigneur des lieux, épouse Mathilde, fille de son suzerain, Thibaut III de Champagne, comte palatin de Champagne et de Brie, et de Blanche de Navarre.
Bernay et Vilbert sont rattachées à la couronne de France en 1361.
Vers le milieu du XIVe siècle, la seigneurie de Vilbert est achetée par le seigneur de Fontenay qui n’est autre que Jean Le Mercier, Grand Trésorier de France et ministre du roi Charles VI. En 1395, Jean le Mercier vend la seigneurie de Vilbert à Gillequin de La Motte seigneur de Bernay.
Au début du XVe siècle, la seigneurie de Bernay est achetée par la famille de Culant qui, pour ce faire, vend au roi de France un très vaste terrain situé au faubourg Saint-Antoine à Paris, afin de permettre la construction du château de la Bastille.
Bernay et Vilbert sont occupés par les Anglais lors de la guerre de Cent Ans, apportant pillages, incendies, destructions, viols et meurtres.

### Temps modernes
Bernay et Vilbert sont à nouveau occupées par les armées huguenotes durant les guerres de religion et par les armées du prince de Condé au moment de la Fronde.
Au XVIe siècle, l’un des membres de la famille du seigneur de Bernay, Charles Jacques Huault de Montmagny, est envoyé par le cardinal de Richelieu en Nouvelle-France pour aider les colons à s’installer dans ce pays et Charles Huault participe à la fondation de Ville-Marie qui plus tard deviendra Montréal. Pour honorer la mémoire de ce personnage, le gouvernement canadien donna en 1945 le nom de ‘BERNAY’ à l’un des lacs situés à proximité de la rivière Saguenay, l’un des affluents du fleuve Saint-Laurent.
Au XVIIIe siècle, alors que la seigneurie de Bernay entre par mariage dans l’illustre famille des ducs de Crillon, la seigneurie de Vilbert est achetée par le chancelier d’Aguesseau, ministre du roi Louis XV, qui la transmet à son gendre le duc d’Ayen, beau-père du marquis de La Fayette. À la fin du XVIIIe siècle cette seigneurie, par héritage, échoit à la comtesse de Mérode Westerloo qui vers 1810 fonde à Vilbert une école pour jeunes filles.

### Révolution française et Empire
En 1815, lors de l'occupation de la France à la fin du Premier Empire, Bernay et Vilbert sont occupés et dévastés en partie par l’armée russe du général Markov qui a établi son état-major à Rozay-en-Brie.

### Époque contemporaine
Le 14 juillet 1831, le marquis de La Fayette plante, à Bernay, sur le parvis de l’église Saint-Pierre, un arbre de la Liberté qui est devenu de nos jours un grand peuplier.
Lors de la guerre franco-allemande de 1870, le territoire est occupé par les Prussiens qui commettent de nombreuses exactions et ruinent une grande partie de sa population.

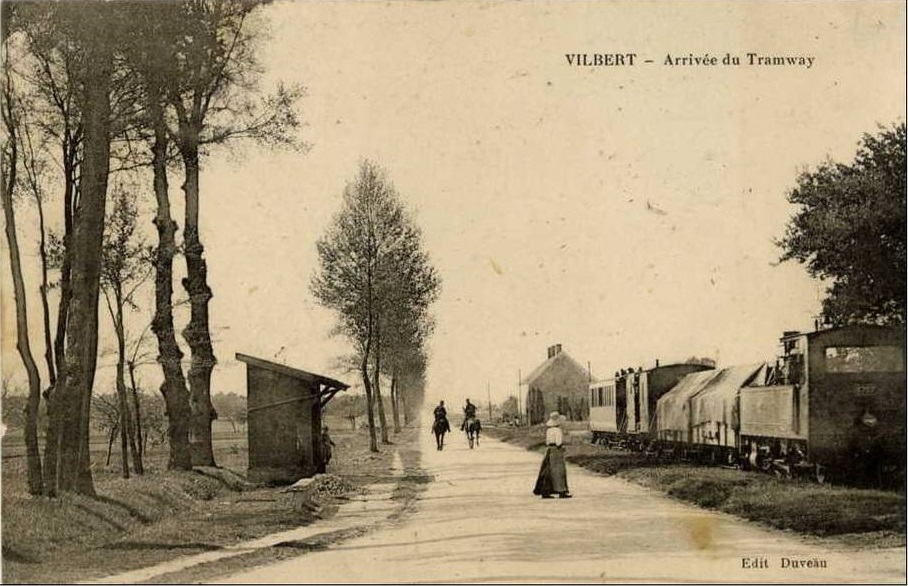
Tramway à la halte de Vilbert au tout-début du XXe siècle.

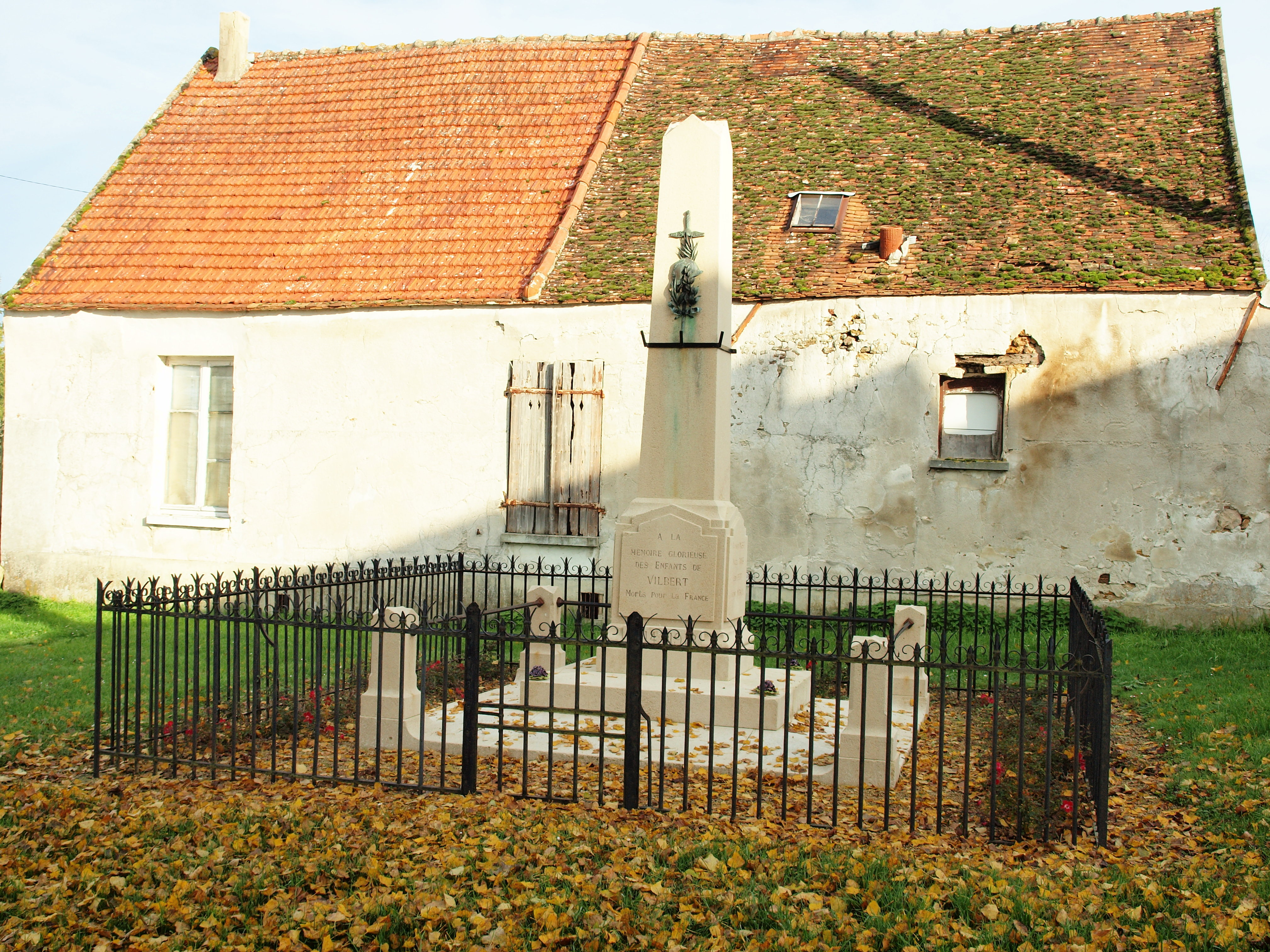
Le monument aux morts de Vilbert.

La commune est desservie de 1901 à 1934 par une halte sur la ligne du  tramway de Jouy-le-Châtel à Marles-en-Brie. Le trafic marchandises, notamment betteravier, s'est poursuivi jusqu'en 1938.
Durant la Première Guerre mondiale, le front des belligérants arrive aux portes mêmes de Bernay et de Vilbert où s’est repliée l’arrière-garde du corps expéditionnaire britannique placé sous les ordres du maréchal sir John French ; les communes sont épargnées grâce à la victoire de la Marne qui repousse les armées allemandes vers l'Aisne.
Lors de la Seconde Guerre mondiale, la commune subit l'occupation allemande avant d'être libérée le 26 août 1944 par un détachement de la troisième armée américaine commandée par le général George Patton.
Par arrêté préfectoral du 31 décembre 1971 est décidée la fusion des communes de Bernay-en-Brie et de Vilbert, formant la commune associée de Bernay-Vilbert.

## Politique et administration

### Rattachements administratifs et électoraux

#### Rattachements administratifs
La commune se trouvait depuis 1926 dans l'arrondissement de Melun du département de Seine-et-Marne, avant d'être transférée à l'arrondissement de Provins en 2006
Elle faisait partie depuis 1793 du canton de Rozay-en-Brie. Dans le cadre du redécoupage cantonal de 2014 en France, cette circonscription administrative territoriale a disparu, et le canton n'est plus qu'une circonscription électorale.

#### Rattachements électoraux
Pour les élections départementales, la commune fait partie depuis 2014 du canton de Fontenay-Trésigny.
Pour l'élection des députés, elle fait partie de la quatrième circonscription de Seine-et-Marne.

### Intercommunalité
Bernay-Vilbert était membre de la communauté de communes les Sources de l'Yerres, un établissement public de coopération intercommunale (EPCI) à fiscalité propre créé fin 2003 et auquel la commune avait transféré un certain nombre de ses compétences, dans les conditions déterminées par le code général des collectivités territoriales.
Dans le cadre des dispositions de la loi portant nouvelle organisation territoriale de la République du 7 août 2015, qui prévoit que les établissements publics de coopération intercommunale (EPCI) à fiscalité propre doivent avoir un minimum de 15 000 habitants, cette intercommunalité a fusionné avec ses voisines pour former, le 1er janvier 2017, la communauté de communes du Val Briard, dont est désormais membre la commune.

### Tendances politiques et résultats
Longtemps marquée par les rapports sociaux découlant de la propriété foncière, la Seine-et-Marne est, de manière générale, un département de tradition plutôt conservatrice, même si elle a été rapidement, sous la Troisième République, gagnée aux idées républicaines. Cette tradition conservatrice se manifeste notamment dans les arrondissements ruraux de Seine-et-Marne, où sont régulièrement élus des candidats issus des partis de droite.
Lors des élections départementales de 2015, Jean-Jacques Barbaux (maire de Neufmoutiers-en-Brie et conseiller général sortant du canton de Rozay-en-Brie) et Daisy Luczak (maire de Courquetaine), binôme UMP, ont été élus conseillers départementaux au second tour pour le canton de Fontenay-Trésigny. Jean-Jacques Barbaux a été ensuite élu président du conseil départemental de Seine-et-Marne.

### Liste des maires
| Période       | Période                        | Identité         | Étiquette | Qualité                                    |
| ------------- | ------------------------------ | ---------------- | --------- | ------------------------------------------ |
| 1972          | 1981                           | Raymond Roosen   |           |                                            |
| 1981          | 1983                           | Robert Roger     |           |                                            |
| 1983          | 1989                           | Édouard Maître   |           |                                            |
| 1989          | 2001                           | Hubert Heilbronn |           | Banquier Commandeur de la Légion d’honneur |
| 2001          | 2008                           | Patrick Stourme  |           |                                            |
| 2008          | 2014                           | Albert Berthelot |           | Assistant de direction à la retraite       |
| 2014          | mai 2020                       | Patrick Stourme  |           |                                            |
| mai 2020      | décembre 2020                  | Michel Roosen    |           | Agriculteur Démissionnaire                 |
| décembre 2020 | septembre 2022                 | Eric Hervé       |           | Démissionnaire                             |
| décembre 2022 | En cours (au 9 septembre 2024) | Sandrine René    |           | Cadre de la fonction publique              |

## Équipements et services
La commune dispose d'une salle des fêtes (capacité 88 places).

### Eau et assainissement

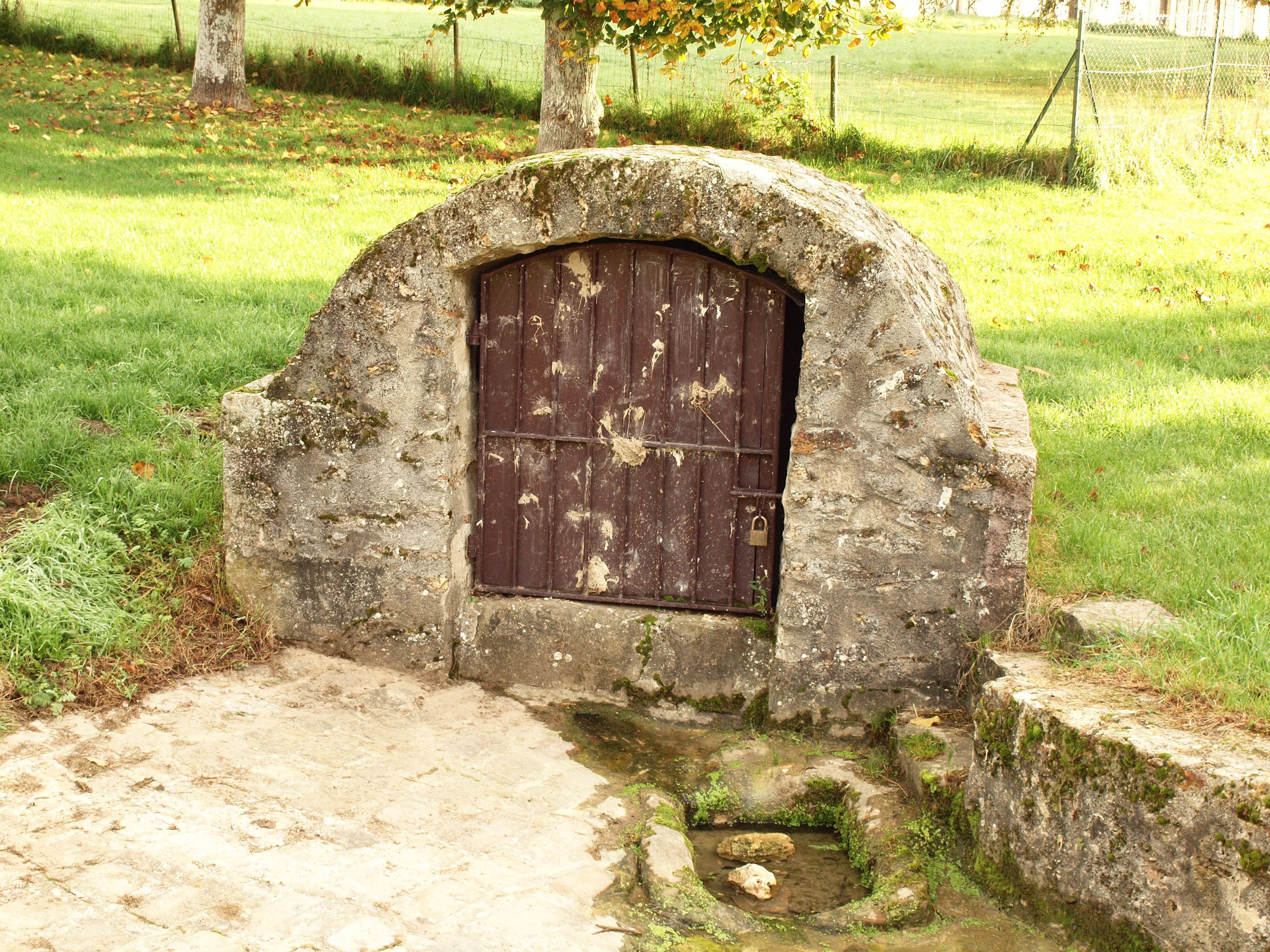
Puits de Vilbert.

L’organisation de la distribution de l’eau potable, de la collecte et du traitement des eaux usées et pluviales relève des communes. La loi NOTRe de 2015 a accru le rôle des EPCI à fiscalité propre en leur transférant cette compétence. Ce transfert devait en principe être effectif au 1er janvier 2020, mais la loi Ferrand-Fesneau du 3 août 2018 a introduit la possibilité d’un report de ce transfert au 1er janvier 2026,.

#### Assainissement des eaux usées
En 2020, la commune de Bernay-Vilbert gère le service d’assainissement collectif (collecte, transport et dépollution) en régie directe, c’est-à-dire avec ses propres personnels.
L’assainissement non collectif (ANC) désigne les installations individuelles de traitement des eaux domestiques qui ne sont pas desservies par un réseau public de collecte des eaux usées et qui doivent en conséquence traiter elles-mêmes leurs eaux usées avant de les rejeter dans le milieu naturel. La communauté de communes Val Briard (CCVB) assure pour le compte de la commune le service public d'assainissement non collectif (SPANC), qui a pour mission de vérifier la bonne exécution des travaux de réalisation et de réhabilitation, ainsi que le bon fonctionnement et l’entretien des installations,,.

#### Eau potable
En 2020, l'alimentation en eau potable est assurée par la commune qui en a délégué la gestion à l'entreprise Suez, dont le contrat expire le 31 décembre 2019,.

### Enseignement
Bernay-Vilbert est située dans l'académie de Créteil.
La commune fait partie d'un regroupement pédagogique intercommunal (RPI) : le syndicat intercommunal des écoles de Bernay-Vilbert et Courtomer.
Ce syndicat dispose de l'école maternelle « Le Pont de la Planche » à Bernay-Vilbert et de l'école primaire « Pierre Couvée » à Courtomer.
L'accueil périscolaire et la cantine sont contigus à l'école de Courtomer.
L'enseignement secondaire, collège et lycée, est dispensé sur la commune de Rozay-en-Brie.

### Équipements culturels
La commune dispose d'une bibliothèque à la mairie (samedis de 16 à 18 heures).

### Santé
Les hôpitaux les plus proches sont le centre hospitalier de Coulommiers et la clinique privée de Tournan-en-Brie.

### Justice, sécurité, secours et défense
Rozay-en-Brie dispose d'une brigade territoriale autonome de la gendarmerie nationale située à l'extrémité du chemin des Étangs, et d'un centre d'intervention et de secours situé sur le contournement est de la ville.[réf. nécessaire]

## Population et société

### Démographie
L'évolution du nombre d'habitants est connue à travers les recensements de la population effectués dans la commune depuis 1793. Pour les communes de moins de 10 000 habitants, une enquête de recensement portant sur toute la population est réalisée tous les cinq ans, les populations de référence des années intermédiaires étant quant à elles estimées par interpolation ou extrapolation. Pour la commune, le premier recensement exhaustif entrant dans le cadre du nouveau dispositif a été réalisé en 2005.

En 2022, la commune comptait 991 habitants, en évolution de +19,69 % par rapport à 2016 (Seine-et-Marne : +3,92 %, France hors Mayotte : +2,11 %).
| 1793 | 1800 | 1806 | 1821 | 1831 | 1836 | 1841 | 1846 | 1851 |
| ---- | ---- | ---- | ---- | ---- | ---- | ---- | ---- | ---- |
| 410  | 543  | 500  | 588  | 648  | 616  | 609  | 569  | 548  |

| 1856 | 1861 | 1866 | 1872 | 1876 | 1881 | 1886 | 1891 | 1896 |
| ---- | ---- | ---- | ---- | ---- | ---- | ---- | ---- | ---- |
| 525  | 516  | 464  | 439  | 403  | 428  | 423  | 413  | 394  |

| 1901 | 1906 | 1911 | 1921 | 1926 | 1931 | 1936 | 1946 | 1954 |
| ---- | ---- | ---- | ---- | ---- | ---- | ---- | ---- | ---- |
| 416  | 353  | 331  | 280  | 283  | 264  | 251  | 245  | 266  |

| 1962 | 1968 | 1975 | 1982 | 1990 | 1999 | 2005 | 2006 | 2010 |
| ---- | ---- | ---- | ---- | ---- | ---- | ---- | ---- | ---- |
| 234  | 231  | 416  | 509  | 629  | 755  | 821  | 814  | 837  |

| 2015 | 2020 | 2022 | - | - | - | - | - | - |
| ---- | ---- | ---- | - | - | - | - | - | - |
| 832  | 946  | 991  | - | - | - | - | - | - |

Après une longue période de déclin quasi continu entre les années 1830 et les années 1960 dans un contexte d'exode rural, la population du territoire a fortement progressé, profitant du renouveau démographique en périphérie de l'agglomération parisienne depuis les années 1970.

### Manifestations culturelles et festivités
Les manifestations communales annuelles sont rythmées par les vœux du maire en janvier, les commémorations de la victoire du 8 mai 1945 et de l'armistice de 1918, le repas des anciens en décembre.
La commune compte quatre associations : Amis de l'église de Bernay-en-Brie, La maison de Ludo, Comité des Fêtes de Bernay-Vilbert, Les Marcheurs de l'Yerres.

### Médias
Le quotidien régional Le Parisien, dans son édition locale Seine-et-Marne, ainsi que le bi-hebdomadaire Le Pays Briard relatent les informations locales.
La commune est en outre dans le bassin d’émission des chaînes de télévision France 3 Paris Île-de-France Centre et d'IDF1.
L’information institutionnelle est assurée par plusieurs publications périodiques : le Journal de la Communauté de Communes des Sources de l'Yerres ; Seine-et-Marne Magazine, mensuel diffusé par le conseil général de Seine-et-Marne et le Journal du Conseil régional, bimensuel diffusé par le conseil régional d'Île-de-France.

### Cultes

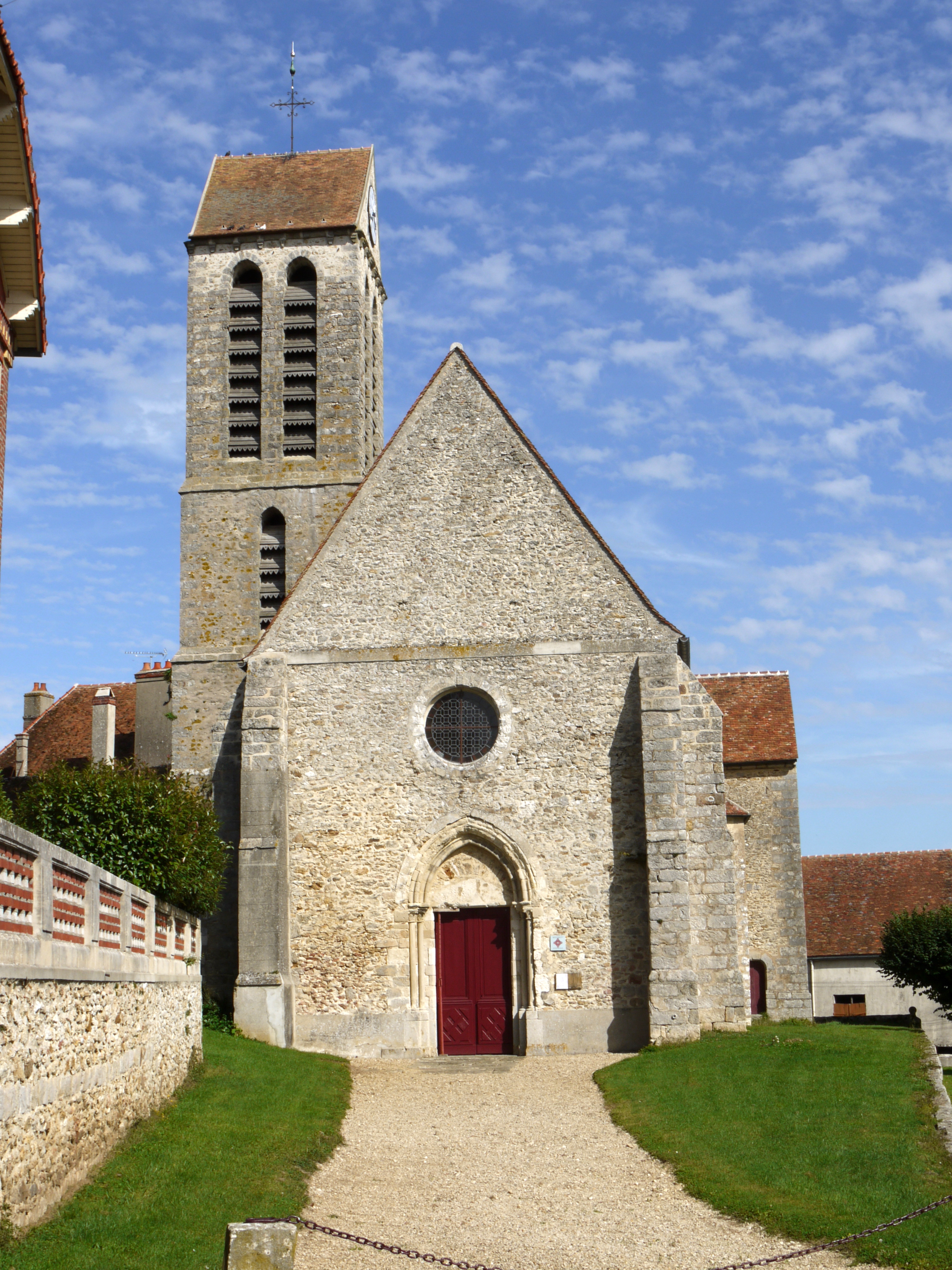
Église Saint-Pierre de Bernay.

La commune de Bernay-Vilbert fait partie de la paroisse catholique « Pôle missionnaire de Mormant » au sein du diocèse de Meaux. Elle dispose de l'église Saint-Pierre de Bernay et de l'église Notre-Dame-de-l'Assomption de Vilbert.

## Économie

### Revenus de la population et fiscalité
En 2018, le nombre de ménages fiscaux de la commune était de 328, représentant 889 personnes et la  médiane du revenu disponible par unité de consommation  de 27 720 euros.

### Emploi
En 2018 , le nombre total d’emplois dans la zone était de 77, occupant 390 actifs  résidants.
Le taux d'activité de la population (actifs ayant un emploi) âgée de 15 à 64 ans s'élevait à 71,3 % contre un taux de chômage de 6,4 %.
Les 22,4 % d’inactifs se répartissent de la façon suivante : 10,9 % d’étudiants et stagiaires non rémunérés, 5,7 % de retraités ou préretraités et 5,7 % pour les autres inactifs.

### Secteurs d'activité

#### Entreprises et commerces
En 2019, le nombre d’unités légales et d’établissements (activités marchandes hors agriculture) par secteur d'activité était de 69 dont 2 dans l’industrie manufacturière, industries extractives et autres, 17 dans la construction, 19 dans le commerce de gros et de détail, transports, hébergement et restauration, 2 dans les activités financières et d'assurance, 6 dans les activités immobilières, 12 dans les activités spécialisées, scientifiques et techniques et activités de services administratifs et de soutien, 6 dans l’administration publique, enseignement, santé humaine et action sociale et 5  étaient relatifs aux autres activités de services.
En 2020, 11 entreprises ont été créées sur le territoire de la commune, dont 9 individuelles.
Au 1er janvier 2021, la commune ne disposait pas d’hôtel et de terrain de camping.

#### Agriculture
Bernay-Vilbert est dans la petite région agricole dénommée la « Brie centrale », une partie de la Brie autour de Mormant.
En 2010, l'orientation technico-économique de l'agriculture sur la commune est la polyculture et le polyélevage.
Si la productivité agricole de la Seine-et-Marne se situe dans le peloton de tête des départements français, le département enregistre un double phénomène de disparition des terres cultivables (près de 2 000 ha par an dans les années 1980, moins dans les années 2000) et de réduction d'environ 30 % du nombre d'agriculteurs dans les années 2010. Cette tendance se retrouve au niveau de la commune où le nombre d’exploitations est passé de 10 en 1988 à 7 en 2010. Parallèlement, la taille de ces exploitations augmente, passant de 43 ha en 1988 à 64 ha en 2010.
Le tableau ci-dessous présente les principales caractéristiques des exploitations agricoles de Bernay-Vilbert, observées sur une période de 22 ans :
|                                      | 1988 | 2000 | 2010 |
| ------------------------------------ | ---- | ---- | ---- |
| Dimension économique,                |      |      |      |
| Nombre d’exploitations (u)           | 10   | 10   | 7    |
| Travail (UTA)                        | 49   | 23   | 16   |
| Surface agricole utilisée (ha)       | 431  | 595  | 449  |
| Cultures                             |      |      |      |
| Terres labourables (ha)              | 388  | 579  | 385  |
| Céréales (ha)                        | 247  | 349  | s    |
| dont blé tendre (ha)                 | 178  | 274  | 158  |
| dont maïs-grain et maïs-semence (ha) | 58   | s    |      |
| Tournesol (ha)                       | 28   | s    | s    |
| Colza et navette (ha)                | 26   | 71   | s    |
| Élevage                              |      |      |      |
| Cheptel (UGBTA)                      | 70   | 139  | 135  |

## Culture locale et patrimoine

### Lieux et monuments
- Église Saint-Pierre de Bernay  Classée MH (1914)[82], construite au XIIIe siècle. 
La nef unique est voûtée de cinq travées, dont trois datent du XIIIe siècle et une du XIVe siècle. Le clocher en bâtière, au nord, date du XVIe siècle[83].

L'église Saint-Pierre de Bernay
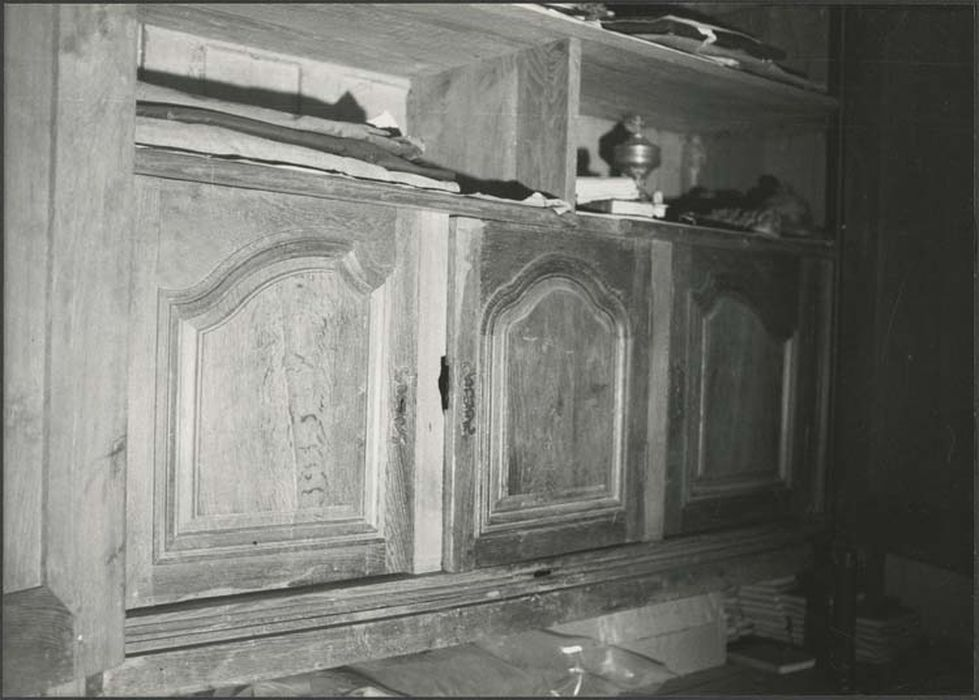
La sacristie, 1756
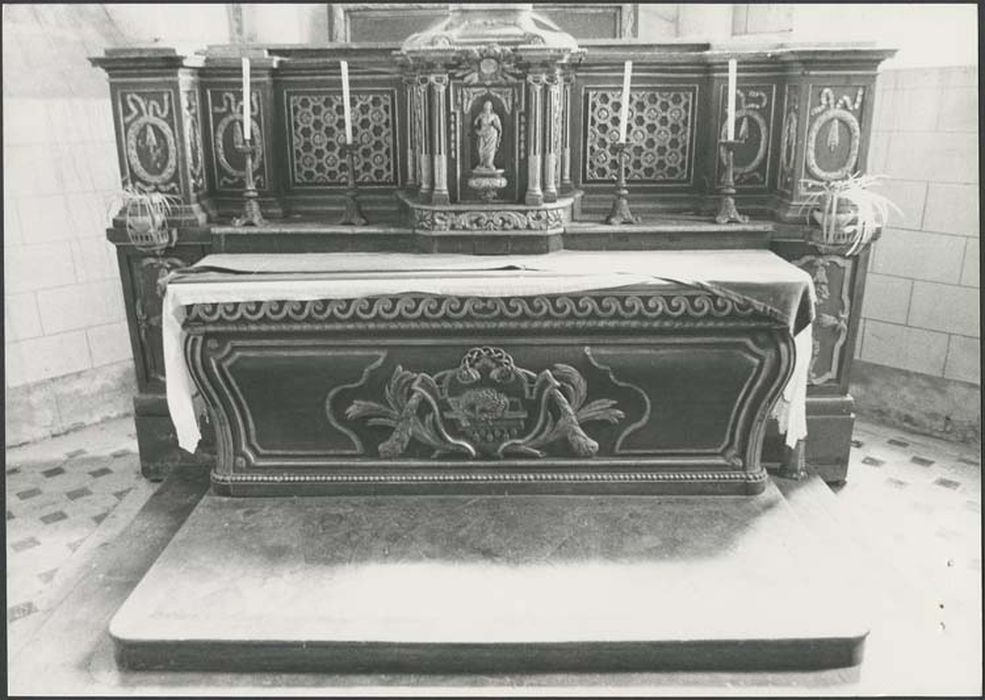
Le maître-autel.
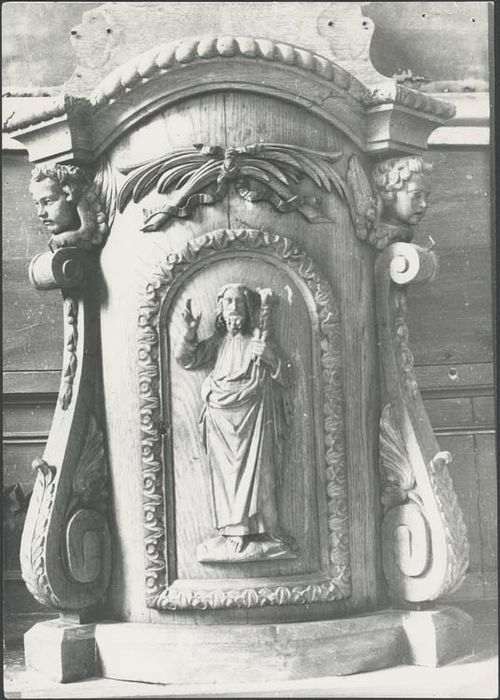
Tabernacle du maître-autel, fabriqué vers 1800.
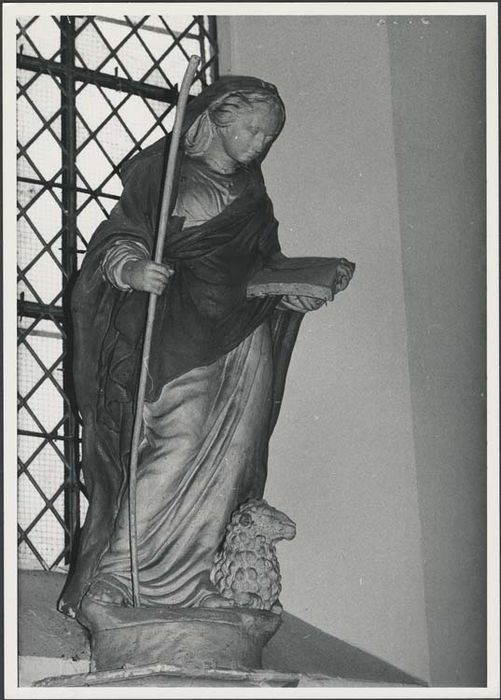
Statue de Sainte Genoveva, 1788
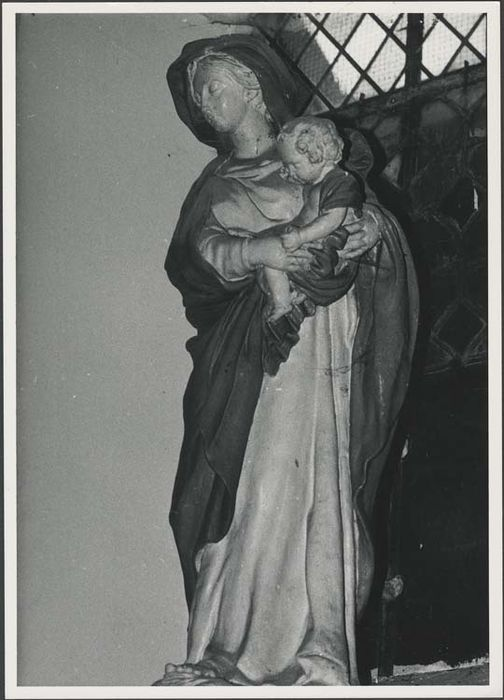
Statue de le Vierge à l'enfant.
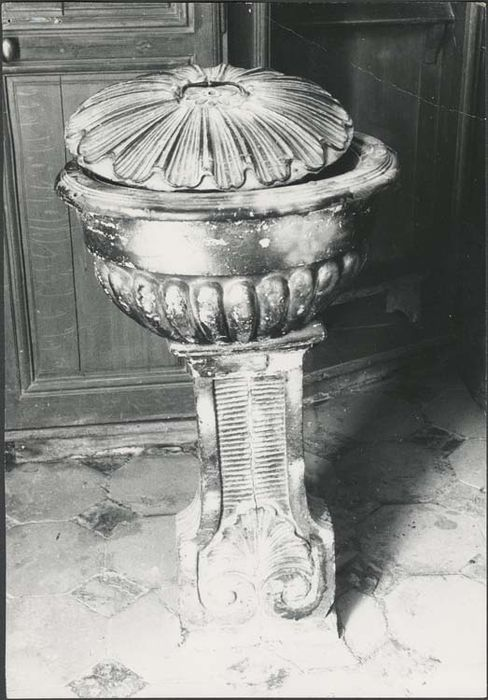
Les fonts baptismaux, XVIIIe siècle.

- Parvis de l'église avec l'arbre de la Liberté, un peuplier d'Italie plantée par le marquis de La Fayette en 1831[84], classés monuments historiques en 2010.

- Église Notre-Dame-de-l'Assomption de Vilbert. Elle a été construite dans le courant du XVe siècle et bénéficia de plusieurs aménagements aux XVIIIe siècle et XIXe siècle. L'édifice détient plusieurs objets inscrits à l'inventaire supplémentaire le 7 février 1977, dont une croix de procession en bois et cuivre doré du XIVe siècle[85].
- Abbaye Sainte-Madeleine de Segrès (Château de Segrès).
- La mairie était anciennement installée dans un bâtiment du XIXe siècle, puis dans l’ancien relais de poste du XVIIIe siècle. La mairie est désormais installée dans un immeuble du XIXe siècle.

### Personnalités liées à la commune
- Robert Gouby (1919-1944), aviateur français. Compagnon de la Libération et titulaire de nombreuses décorations françaises et anglaises, qui s'écrase sur le territoire de la commune alors qu'il attaque en rase-motte un convoi allemand aux commandes d'un Spitfire du 611 Squadron de la RAF. Son nom a été donné à une voie de la commune.
- Sébastien Japrisot (1931-2003), romancier, scénariste, traducteur, réalisateur et parolier français. a habité dans cette commune.

### Bernay-Vilbert dans les arts et la culture
Sébastien Japrisot, dans son roman  Un long dimanche de fiançailles  situe cette localité les recherches de Mathilde, qui veut savoir comment son fiancé le "bleuet" (surnom des jeunes recrues)  Manech serait mort à la guerre. Elle y trouvera un homme, ancien compagnon d'armes de Manech qui lui racontera les circonstances de sa mort. La description est donnée dans le chapitre  Les tournesols du bout du monde . L'homme habite une ferme appelée le Bout du Monde. Il existe bien sur le territoire de la commune une pièce de terrain appelée la Fin du Monde. L'auteur n'a pas noté que, à 1 500 mètres environ, il y a une parcelle qui porte le nom de la Queue Nivelle. Nivelle est un général responsable de nombreux morts en 1917 dans les combats du Chemin des Dames. Il existe aussi une parcelle près de l'Yerres nommée le Sauvageon à quelques centaines de mètres du lieu-dit la Fin du Monde.

### Héraldique, logotype et devise
| Blason de Bernay-Vilbert | Blason  | D'azur à un pairle d'argent accompagné en chef d'une fleur de lys, à dextre d'une clé et à senestre d'une plume, tous d'or. Ornements extérieursSicut arbor libertas |
| Blason de Bernay-Vilbert | Détails | A supplanté une composition de Jean-Claude Molinier. Figure sur le site du Pays du Centre-Brie et le site de la mairie.                                              |

## Pour approfondir

#### Histoire
- Christian de Bartillat, Au Village de Brie, Presses du Village, 1984, 352 p.
- Frédéric-Auguste Denis, Lectures sur l'histoire de l'agriculture en Seine-et-Marne, Presses du Village, 1982, 376 p.
- André Laurent, La Seine-et-Marne autrefois, Éditions Horvath, 1982, 192 p.  (ISBN 2-7171-0238-8)
- René-Charles Plancke, La vie rurale en Seine-et-Marne 1853-1953, Éditions Amatteis, 1982, 256 p.
- René-Charles Plancke, Histoire de Seine-et-Marne vie paysanne, Éditions Amatteis, 1986, 432 p.

#### Patrimoine architectural
- Collectif d’historiens, Le patrimoine des communes de la Seine-et-Marne - tome 2, Paris, Éditions Flohic, 2001, 1507 p. (ISBN 2-84234-100-7), « Bernay-Vilbert », p. 1317–1319